# Saisy
Saisy település Franciaországban, Saône-et-Loire megyében. Lakosainak száma 349 fő (2022. január 1.). Saisy Aubigny-la-Ronce, Saint-Gervais-sur-Couches, Nolay, Collonge-la-Madeleine, Épertully, Épinac és Morlet községekkel határos.

## Népesség
A település népessége az elmúlt években az alábbi módon változott:
| Lakosok száma | 324  | 330  | 344  | 334  | 338  | 343  | 345  | 346  | 349  |
|               | 2013 | 2015 | 2016 | 2017 | 2018 | 2019 | 2020 | 2021 | 2022 |